# Istme de Suez

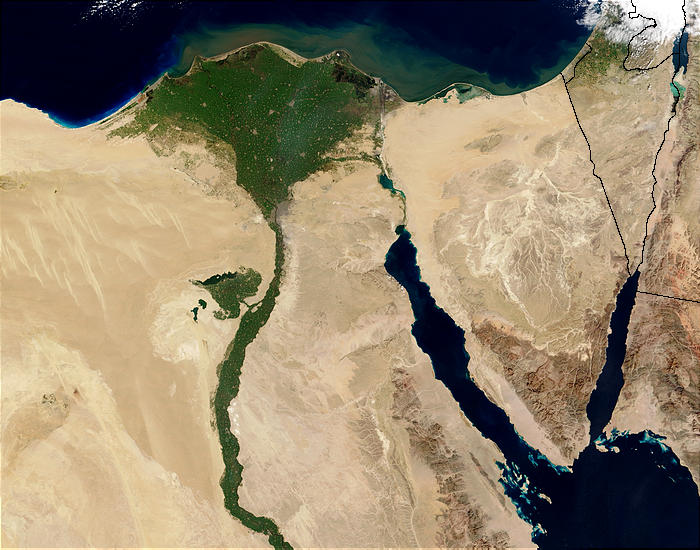
El Nil i seu delta des de l'òrbita

L'istme de Suez és el pont terrestre de 125 km d'amplària que es troba entre el mar Mediterrani i el mar Roig, a l'est del Canal de Suez, el límit entre els continents africans i asiàtic. Per sota corre el Rift de Suez, que separa la major part d'Egipte de la Península del Sinaí. Es troba dins del país d'Egipte, enllaçant geogràficament el Mediterrani i el mar Roig. Com molts altres istmes és un emplaçament de gran valor estratègic i històric, sobretot per la presència del Canal de Suez.